# Shantanu Narayen

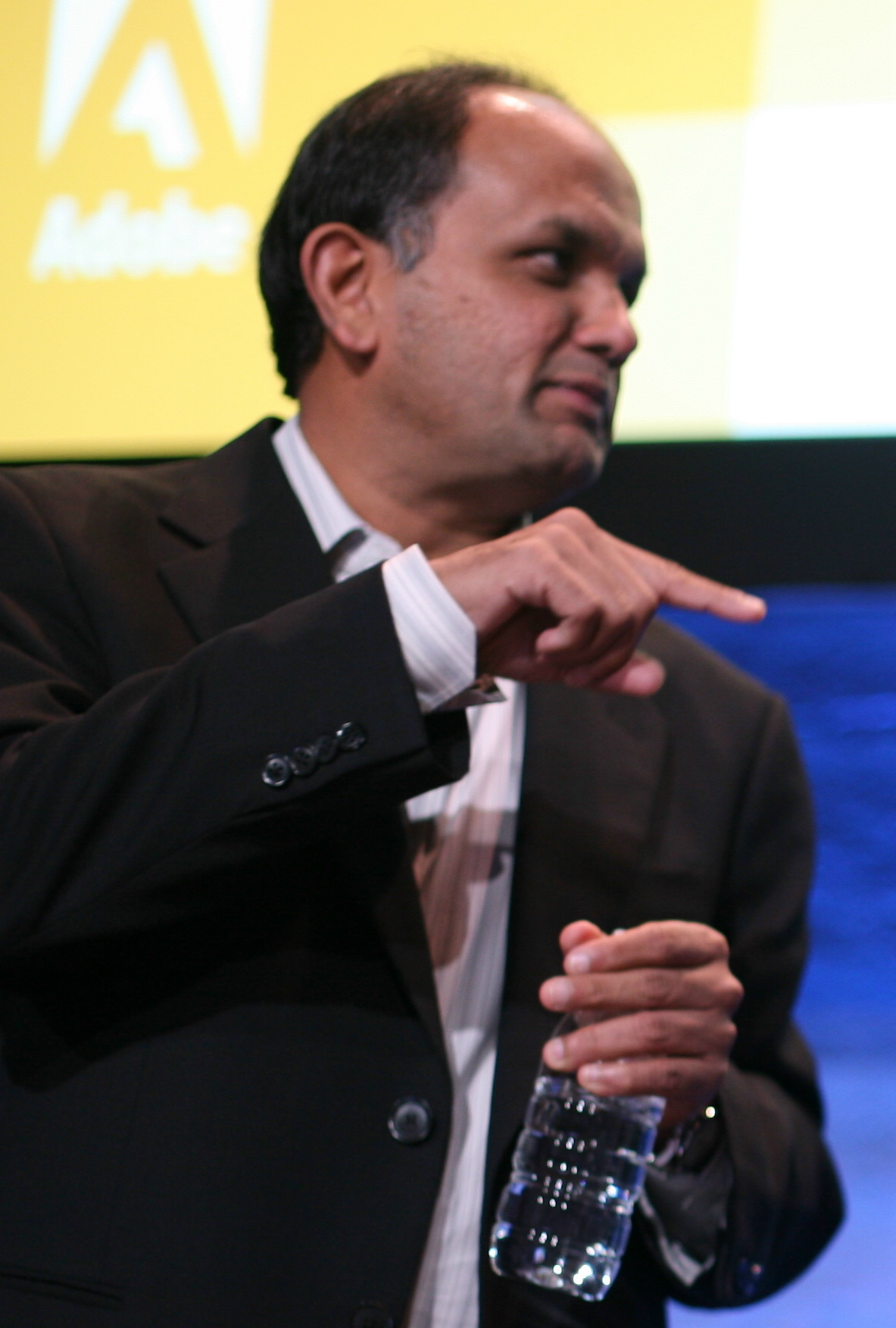
Shantanu Narayen

Shantanu Narayen is sinds januari 2005 directeur en bestuursvoorzitter van Adobe Inc..

## Geschiedenis
Voordat Shantanu in 1998 bij Adobe ging werken, was hij mede-oprichter van Pictra Inc., een van de eerste bedrijven die zich bezighielden met digitaal foto's delen over het internet. Daarvoor was hij hoofd van desktop and collaboration products (desktop- en samenwerkingsproducten) bij Silicon Graphics en had verschillende beheerposities bij Apple.